# Mikrogram
Mikrogram (μg i henhold til International System of Units) er i det metriske system en enhed af masse lig med en milliontedel (1×10−6) af et gram.
'μg' er en forkortelse for "Mikro-Gram", med det græske bogstav "μ" (My) anvendt i stedet for "m".

## Forkortelse og symbolforvirring
Det græske symbol har en vis optisk lighed med det latinske bogstav "u", og kan føre til den inkorrekte angivelse 'ug'. Det græske symbol kan også være typografisk utilgængeligt.
Det USA-baserede Institute for Safe Medication Practices (en) (ISMP) anbefaler, at enheds-angivelsen 'μg' ikke bør bruges ved formidling af medicinsk information på grund af risikoen for, at præfikset 'μ' (My) kan blive læst som forkortelse af Milli- i stedet for Mikro-, og føre til en tusindfold overdosis. ISMP anbefaler i stedet enheds-angivelsen 'mcg', der faktisk er en enheds-angivelse fra det forældede CGS-enhedssystem (de) der betyder "millicentigram", som er lig med 10 μg.
I USA, og jævnfør National Institute of Standards and Technology (NIST) forekommer også det græske symbol 'γ' (gamma) som en angivelse af et mikrogram.